# Argyresthia oreadella
Argyresthia oreadella is een vlinder uit de familie van de pedaalmotten (Argyresthiidae). De wetenschappelijke naam van de soort werd in 1860 gepubliceerd door James Brackenridge Clemens.